# Lilli Schoenborn
Lilli Anna Maria Schoenborn (auch: Lili Schönborn-Anspach und Lilly Schönborn) (* 31. März 1898 in Berlin; † 4. Mai 1987 in Berlin) war eine deutsche Schauspielerin und Synchronsprecherin, die in über 50 deutschen Spiel- und Fernsehfilmen mitwirkte.

## Leben
Lilli Schoenborn, Tochter des Justizrates Rudolf Schoenborn und seiner Frau Alice Schoenborn, geborene Schroeter, nahm Schauspielunterricht bei Ludwig Hartau und Julius Bab. 1918 bis 1924 war sie an der Volksbühne Berlin engagiert, 1924 bis 1927 am Stadttheater Eisenach, 1928 bis 1929 am Stadttheater Riga, 1929 bis 1930 erneut an der Volksbühne Berlin, 1930 bis 1931 an der Piscator-Bühne. Sie stand 1944 in der Gottbegnadeten-Liste des Reichsministeriums für Volksaufklärung und Propaganda.
Ab 1924 trat sie in Stummfilmen auf und war abonniert auf die Darstellung von robusten, proletarisch wirkenden Berlinerinnen. Diesem Typ entsprach sie auch in den Produktionen des Tonfilms und der Nachkriegszeit. In den letzten Jahrzehnten arbeitete sie vor allem für das Fernsehen und wandte sich wieder verstärkt den Berliner Theaterbühnen zu.
Von 1950 bis 1983 wirkte sie in über 40 Hörspielen als Sprecherin. Zudem sind über 130 Einsätze als Synchronsprecherin für sie nachgewiesen.
Lilli Schoenborn war mit dem Bühnenautor Harry Anspach verheiratet.

## Filmografie
- 1924: Namenlose Helden
- 1926: Die Unehelichen
- 1926: Hölle der Liebe
- 1926: Gern hab’ ich die Frauen geküßt
- 1927: Das Mädchen mit den fünf Nullen
- 1928: Schinderhannes
- 1928: Unter der Laterne
- 1932: Kuhle Wampe oder: Wem gehört die Welt?
- 1932: Mieter Schulze gegen alle
- 1932: Das erste Recht des Kindes
- 1932: Glück über Nacht
- 1933: Morgen beginnt das Leben
- 1933: Der Traum vom Rhein
- 1934: La Paloma
- 1935: Das Mädchen Johanna
- 1935: Liebesleute
- 1935: Krach im Hinterhaus
- 1937: Der Hund von Baskerville
- 1937: Man spricht über Jacqueline
- 1937: Madame Bovary
- 1937: Zu neuen Ufern
- 1938: Zwischen den Eltern
- 1938: Der nackte Spatz
- 1938: Dreiklang
- 1938: Was tun, Sybille
- 1938: Pour le Mérite
- 1938: Kleiner Mann – ganz groß
- 1939: Das unsterbliche Herz
- 1939: Der Polizeifunk meldet
- 1939: Kennwort Machin
- 1939: Legion Condor
- 1940: Tip auf Amalia
- 1940: Der Fuchs von Glenarvon
- 1940: Traummusik
- 1941: Jungens
- 1941: Stukas
- 1941: Ein Windstoß
- 1942: Violanta
- 1942: GPU
- 1942: Stimme des Herzens
- 1943: Damals
- 1944: Das Hochzeitshotel
- 1945: Das Leben geht weiter
- 1946: Irgendwo in Berlin
- 1947: Kein Platz für Liebe
- 1948: Affaire Blum
- 1949: Das Mädchen Christine
- 1949: Unser täglich Brot
- 1955: Liebe ohne Illusion
- 1955: Zwischen Erde und Himmel (TV)
- 1955: Die Unvergeßliche (TV)
- 1956: Ein Mädchen aus Flandern
- 1957: Draußen vor der Tür (TV)
- 1958: Ein weißer Elefant (TV)
- 1959: Rommel ruft Kairo
- 1961: Biographie eines Schokoladentages (TV-Film des SWF)
- 1962: Stück für Stück (TV)
- 1971: Auf Abruf (TV)
- 1973: Lohn und Liebe (TV)
- 1974: Motiv Liebe: Alte Liebe (TV)
- 1974: Tatort: Kneipenbekanntschaft (TV)
- 1975: Erzählen (TV)
- 1978: Der Pfingstausflug (TV)

## Hörspiele (Auswahl)
- 1956: Graham Greene: Die Kraft und die Herrlichkeit (Francescos Mutter) – Regie: Curt Goetz-Pflug (SFB)
- 1963: Thierry: Pension Spreewitz (Fräulein Schills Maskenballbekanntschaft, Folge 130, Erstsendung am 16. Februar 1963) (Frau Hessberg) – Regie: Ivo Veit (RIAS Berlin)[2]
- 1964: Erdmann Graeser: Die Koblanks. Damals war's – Geschichten aus dem alten Berlin (Hebamme) (Geschichte Nr. 1 in 12 Folgen) – Regie: Ivo Veit (RIAS Berlin)[3]
- 1964: Alice Berend: Frau Hempels Tochter. Damals war’s – Geschichten aus dem alten Berlin (Frau Kempke) (Geschichte Nr. 2 in 10 Folgen) – Regie: Ivo Veit (RIAS Berlin)[3]
- 1965: Alice Berend: Spreemann & Co. Damals war’s – Geschichten aus dem alten Berlin (Tante Karoline Fiebig) (Geschichte Nr. 3 in 15 Folgen) – Regie: Ivo Veit (RIAS Berlin)[3]
- 1971: Cornelia Schöner: Drei Spatzen unterm Dach. Damals war's – Geschichten aus dem alten Berlin (Tante Auguste) (Geschichte Nr. 9 in 12 Folgen) – Regie: Ivo Veit (RIAS Berlin)[3]
- 1971: Edwin Beyssel: Der gemütliche Gustav. Damals war's – Geschichten aus dem alten Berlin (Frau Krenke, Witwe und Besitzerin der Dorflinde) (Geschichte Nr. 15 in 12 Folgen) – Regie: Ivo Veit (RIAS Berlin)[3]
- 1972: Egon Polling: Hansemann & Söhne. Damals war's – Geschichten aus dem alten Berlin (Wirtin) (Geschichte Nr. 17 in 12 Folgen) – Regie: Ivo Veit (RIAS Berlin)[3]
- 1977: Oswald Mendel: Der herrschaftliche Ferdinand. Damals war’s – Geschichten aus dem alten Berlin (Ferdinand Hagedorns Tante Agathe) (Geschichte Nr. 26 in 8 Folgen) – Regie: Ivo Veit (RIAS Berlin)[3]
- 1979: Hermine Jüttner: Die flotte Charlotte. Damals war's – Geschichten aus dem alten Berlin (Rudi Waldmanns Tante Leontine) (Geschichte Nr. 30 in 8 Folgen) – Regie: Ivo Veit (RIAS Berlin)[3]
- 1983: Peter Paul Zahl: Der rote Rollberg (Martha) – Regie: Ulrich Gerhardt (SFB / SWF)